# Verdoornia
Verdoornia là một chi rêu trong họ Makinoaceae.